# Giuse Diệp Vinh Hoa
Giuse Diệp Vinh Hoa (19 tháng 6 năm 1931 - 28 tháng 8 năm 2022, tiếng Trung:葉榮華, tiếng Anh:Joseph Ye Rong-hua) là một giám mục người Trung Quốc của Giáo hội Công giáo Rôma. Ông từng đảm nhận vị trí Giám mục Phủ doãn Tông Tòa Hưng An Phủ từ năm 2000 đến năm 2022.

## Tiểu sử
Giám mục Hoa sinh ngày 20 tháng 6 năm 1931 tại Thiểm Tây, Trung Quốc. Sau hành trình dài tu học và với sự quyết tâm, lòng kiên trì cao độ, đến năm 51 tuổi (1981), Phó tế Hoa mới được thụ phong chức vị linh mục. Hạt Phủ doãn Hưng An Phủ đã trống tòa từ năm 1983, từ năm 1987, được Tổng giám mục Antôn Lý Đốc An, Tổng giám mục Tổng giáo phận Tây An làm Giám quản Tông Tòa. Tòa Thánh chọn linh mục Giuse Diệp Vinh Hoa làm Giám mục Phủ doãn Hưng An Phủ. Lễ tấn phong cho tân giám mục diễn ra sau đó vào ngày 10 tháng 12 năm 2000.
Ông qua đời ngày 28 tháng 8 năm 2022, hưởng thọ 91 tuổi.